# Тамана Зарьяби Парияни
Тамана Заряб Парьяни (перс. تمنا زریاب پریانی‎; род. 1997, Афганистан) — афганская журналистка и активистка движения за права женщин, известная своими протестами против правления Талибана в Афганистане. В декабре 2022 года Тамана вошла в список 100 женщин по версии Би-би-си. Она входит в группу активистов по защите прав афганок «Искательницы справедливости». В августе 2022 года она бежала из Афганистана и сейчас живёт в Германии.

## Биография
Тамана родилась в 1997 году, у неё четыре сестры. Когда войска НАТО находились в Афганистане, она получила высшее образование по специальности «журналистика». Тамана баллотировалась в качестве кандидата в Национальную ассамблею Афганистана.
В 2018 году Тамана основала Культурную общественную организацию «Тамана», а в 2021 году создала движение освобождённых женщин. Она организовала демонстрации против правления Талибана и стала активисткой движения за права женщин и против нового диктаторского режима. Она также присоединилась к группе активисток «Искательницы справедливости», которые 16 января 2022 года организовали акцию протеста в Кабуле. 19 января Таману задержали в её квартире в Кабуле, её и трёх её младших сестёр подвергали издевательствам, пыткам и допросам в течение трёх недель. Ей удалось записать свою реакцию на арест и поделиться ею в Интернете. Видео стало вирусным, привлекая внимание к исчезновению активисток. Талибы обвинили Таману в нарушении новых законов, в частности, в публичном сожжении паранджи.
Несмотря на то, что Талибан запретил ей покидать страну, Тамана вместе со своими сестрами въехала в Пакистан через пограничный пункт Спин-Булдак 15 августа 2022 года и добралась до Германии, где и поселилась впоследствии.
В сентябре 2023 года она присоединилась к группе женщин, которые начали голодовку, длившуюся десять дней, в знак протеста против обращения с женщинами в Афганистане. Среди её товарищей по протесту были Вахида Амири и Найера Кохистани.

## Признание
В 2021 году Тамана была включена в список 100 женщин по версии Би-би-си.